# Adèle Riché
Pour les articles homonymes, voir Riché.
Adèle Riché née à Paris le 22 avril 1791 et morte à Fontainebleau le 1er juillet 1887 est une peintre et illustratrice française.
Elle est spécialisée dans les aquarelles de fleurs.

## Biographie
Fille de François-Joseph Riché (1765-1838), jardinier en chef du jardin des plantes de Paris, Adèle Riché apprend très tôt la botanique. Elle étudie le dessin et la peinture auprès des artistes Gérard van Spaendonck et Jan van Dael,, tous deux spécialisés dans les natures mortes et plus précisément dans les peintures de fleurs.
Elle travaille pendant une grande partie de sa vie comme peintre en botanique pour le Muséum national d'histoire naturelle de Paris. Elle réalise de nombreuses illustrations botaniques à l'aquarelle sur vélin pour les collections du musée. Elle réalise également plusieurs planches pour le livre Histoire des arbres forestiers de l'Amérique Septentrionale de François André Michaux, publié en 1813. Elle collabore aussi avec les frères Henri-Joseph et Pierre-Joseph Redouté, et avec Pancrace Bessa.
Elle expose à plusieurs reprises au Salon entre 1819 et 1833. Elle reçoit en 1831 une médaille d'or comme récompense d'une de ses toiles des mains de Louis-Philippe Ier.
Bien que spécialisée dans l'illustration à l'aquarelle, elle réalise aussi des huiles sur toile représentant des natures mortes et plus rarement des portraits. Elle exécute ainsi vers la fin de sa vie le portrait de la princesse Natalija Obrenović (Saint-Pétersbourg, musée de l'Ermitage).
Elle eut pour élève Élisa Champin.
Adèle Riché meurt à Fontainebleau le 1er juillet 1887.

## Expositions
En 2014, le musée des Beaux-Arts de Tours présente les différentes étapes de la restauration d'une gouache sur vélin de l'artiste : Bouquet de fleurs dans un vase de marbre.
En 2016 et 2017, le Muséum national d'histoire naturelle de Paris présente l'exposition « Orchidées sur vélins ». Parmi les 71 aquarelles exposées, plusieurs sont de la main d'Adèle Riché.

### Œuvres dans les collections publiques
France
- Paris, Muséum national d'histoire naturelle[13].
- Tours, musée des Beaux-Arts : Fleurs, raisins blancs et noirs, huile sur toile[3].

Russie
- Saint-Pétersbourg, Musée de l'Ermitage : Portrait de Natalia Obrenovich, Reine de Serbie[9].

Œuvres d'Adèle Riché
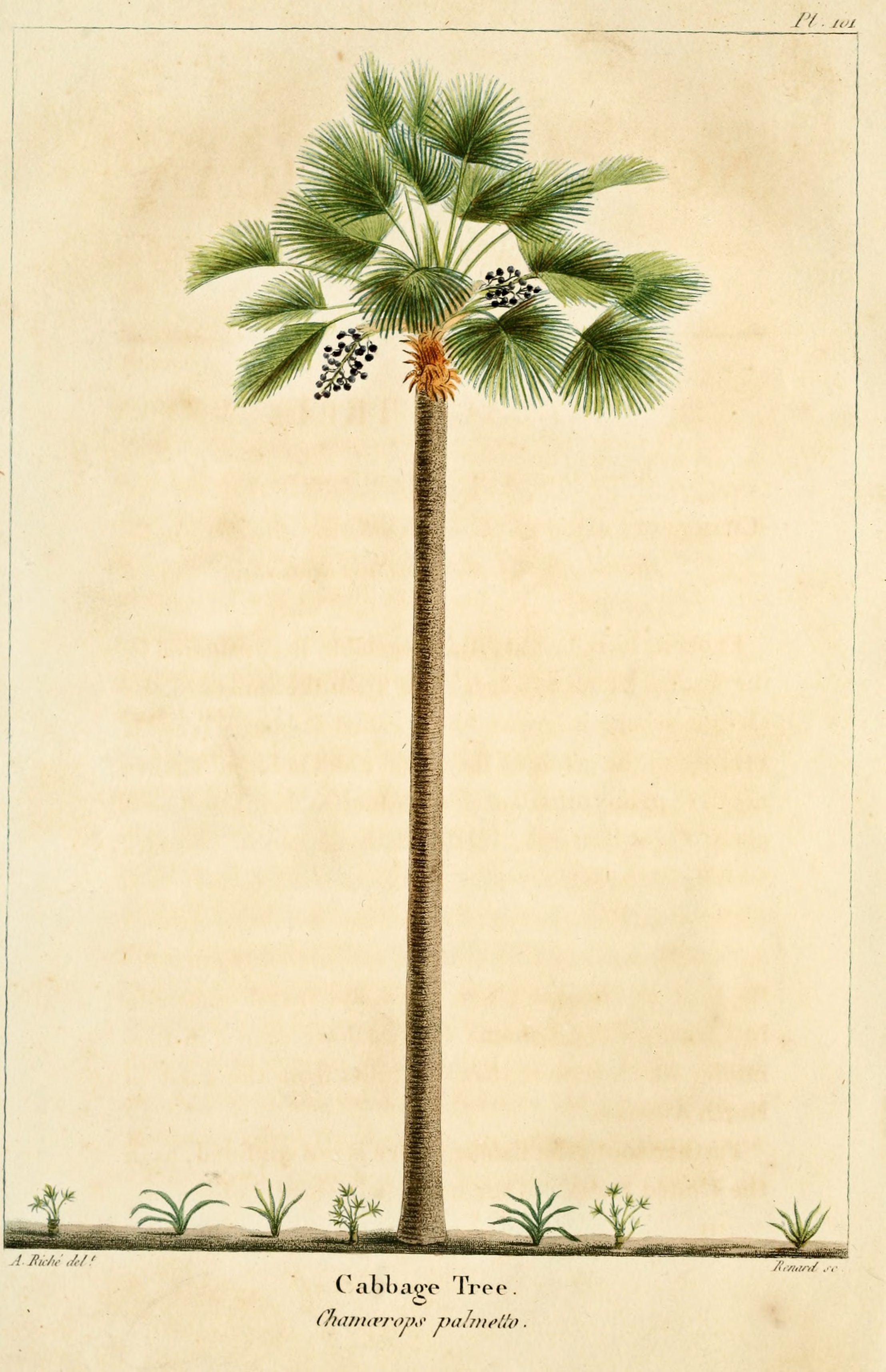
Illustration du Sabal palmetto (1819).
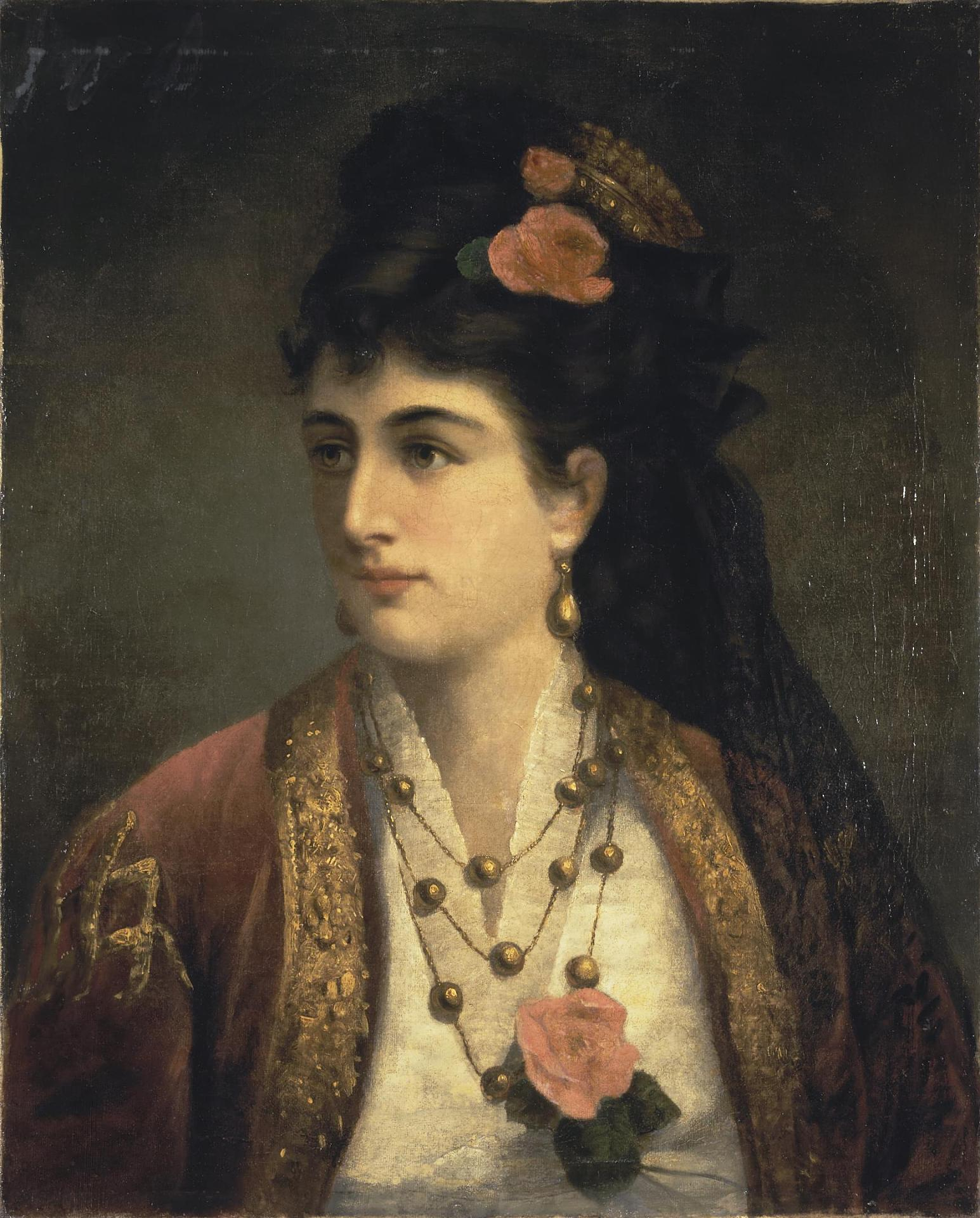
Portrait de Natalia Obrenovich, reine de Serbie (entre 1875 et 1878), Saint-Pétersbourg, musée de l'Ermitage.

## Hommages
Artiste reconnue à son époque, une rose fut baptisée de son nom au XIXe siècle : la Rosa Semperflorens, variété grandiflora était aussi nommée Adèle Riché.